# Parti communiste marxiste-léniniste (Turquie)
Pour les articles homonymes, voir Parti communiste marxiste-léniniste et Parti communiste de Turquie.
Ne doit pas être confondu avec Parti communiste de Turquie/marxiste-léniniste ou Parti travailliste communiste de Turquie / léniniste.

Drapeau du Parti communiste marxiste-léniniste.

Le Parti communiste marxiste-léniniste (turc : Marksist-Leninist Komünist Partisi, MLKP en abrégé) est un parti communiste clandestin anti-révisionniste, marxiste-léniniste et hoxhaïste en Turquie.

## Histoire
Le MLKP a été créée en septembre 1994, par l'unification du Parti communiste de Turquie/Marxiste-Léniniste - Hareketi (en) (TKP/ML-Hareketi) et du Mouvement communiste ouvrier de Turquie. Le processus de négociations entre les groupes avaient commencé en 1989. Initialement le MLKP s'est appelé MLKP-Kuruluş (MLKP-Fondation). En septembre 1995, lors du premier congrès du MLKP-K, le Parti communiste de Turquie/Marxiste-léniniste (Organisation de réconstruction) (en) TKP/ML (YIÖ) fusionne avec le parti, et le nom est changé par le MLKP. Plus tard, dans la même année, une scission se produisit et le Communist Party - Build-up Organization (KP-İÖ) est formé.

## Organisation
L'organisation de jeunesse du MLKP est appelé l'Organisation de la jeunesse communiste (Komünist Gençlik Örgütü en turc, KGÖ en abrégé).
Le MLKP possède une branche armée nommée Forces armées des pauvres et des opprimés (Fakirlerin ve Ezilenlerin Silahlı Kuvvetleri en turc, FESK en abrégé).
Son organisation féminine est l'Organisation des femmes communistes (Komünist Kadın Örgütü en turc, KKÖ en abrégé).

## Participation dans Guerre civile syrienne
En 2018, il participe à la défense d'Afrine.